# Тех
Тех (арм. Տեղ ранее Дыг) — село в восточной части Сюникской области в Армении, в 88 км от города Капан
Главой сельской общины является Севак Аветисян.

## География
Село расположено на так называемой «Дороге жизни», которая соединяла непризнанную Нагорно-Карабахскую Республику с Республикой Армения. Село расположено в 8 км к востоку от города Горис, и в 12 км к юго-западу от города Лачин, в 1 км к юго-востоку от села Аравус, в 3 км к западу от села Корнидзор, в 4 км к востоку от села Карашен, в 6 км к северо-востоку от села Хндзореск и в 7 км к юго-востоку от села Хнацах.
В середине XIX века село являлось одним из самых крупных в уезде. В поселении на тот момент насчитывалось 1454 жителя. Само село имело 240 дворов, армянскую церковь и маслобойню. В 1893 году в поселение имелось 472 двора, а население, полностью состоявшее из армян, насчитывало 3159 жителей.

## Население
| Год  | Численность | Численность |
| ---- | ----------- | ----------- |
| 1831 | 798         | [ 6 ]       |
| 1873 | 2285        | [ 6 ]       |
| 1897 | 2703        | [ 6 ]       |
| 1926 | 2167        | [ 6 ]       |
| 1939 | 2570        | [ 6 ]       |
| 1959 | 2213        | [ 6 ]       |
| 1970 | 2197        | [ 6 ]       |
| 1979 | 2109        | [ 6 ]       |
| 1989 | 1755        | [ 6 ]       |
| 2001 | 2333        | [ 6 ]       |
| 2011 | 2443        | [ 7 ]       |

Согласно Кавказскому календарю на 1912 год, к 1911 году население составляло 3 402 человека, в основном армян. К 1914 г. — 3 902 человека, так же  армяне.

## Достопримечательности
В селе расположена церковь Сурб Геворга (одна ее часть построена в IV—V вв., а другая в 1737 году), дом Мелика Бархударяна (XVIII век) и хачкары. Кроме того в трех километрах от села находится церковь «Сонеци»(Սռնեղցի) построенная из галечного базальта. Рядом с селом находится старинное пещерное поселение.

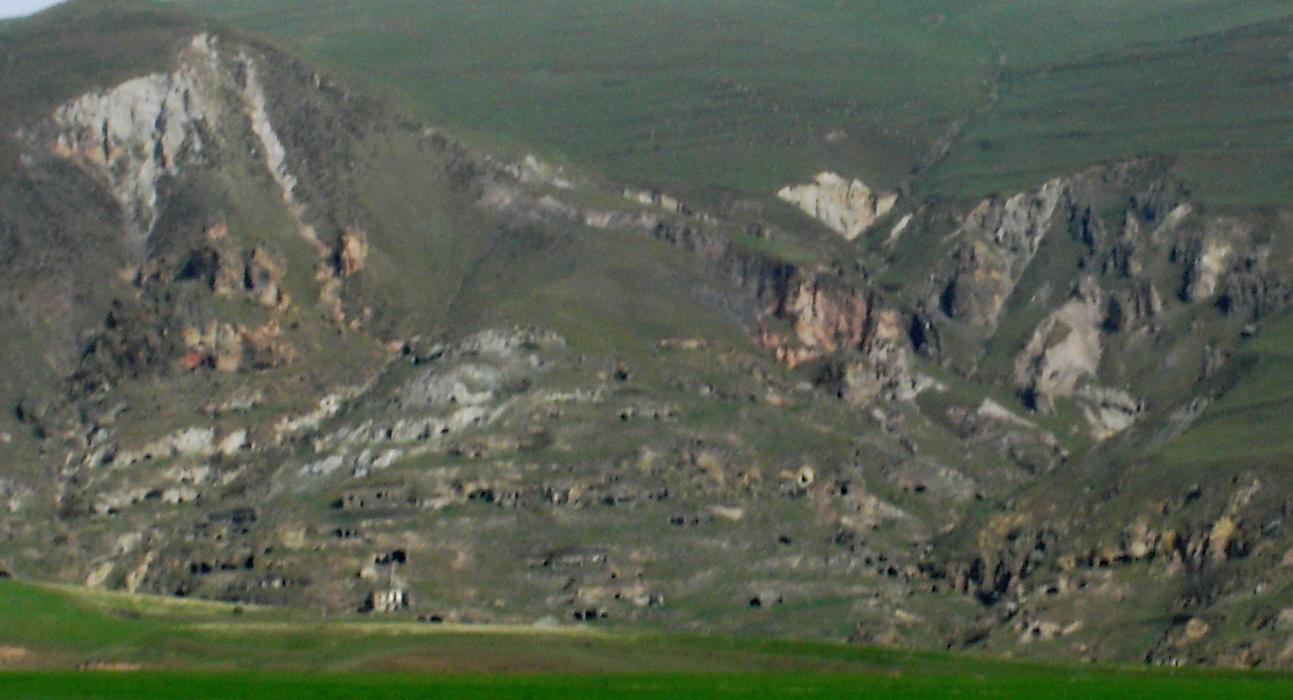
Пещерное поселение
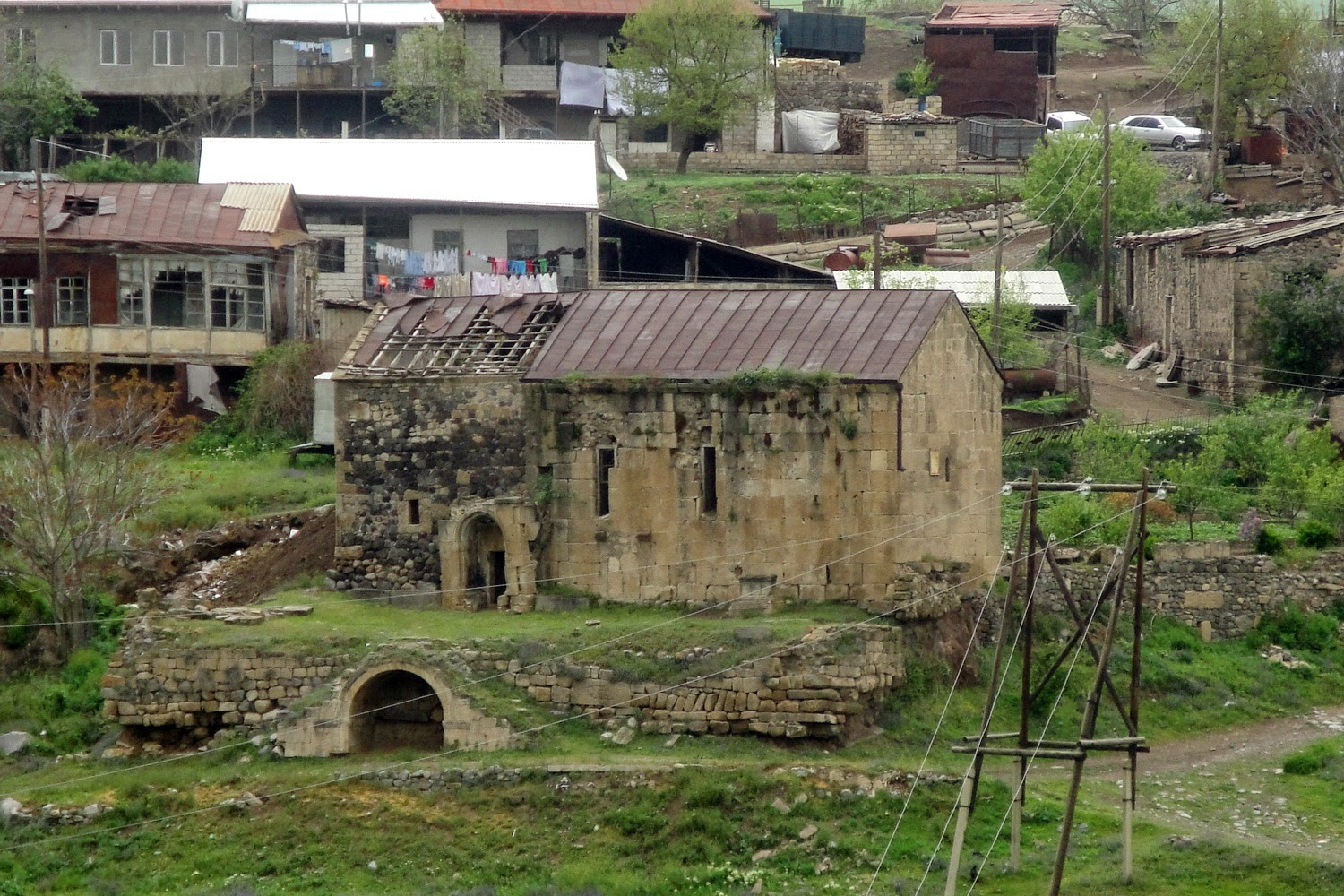
Церковь Св.Геворга (IV—V вв.)
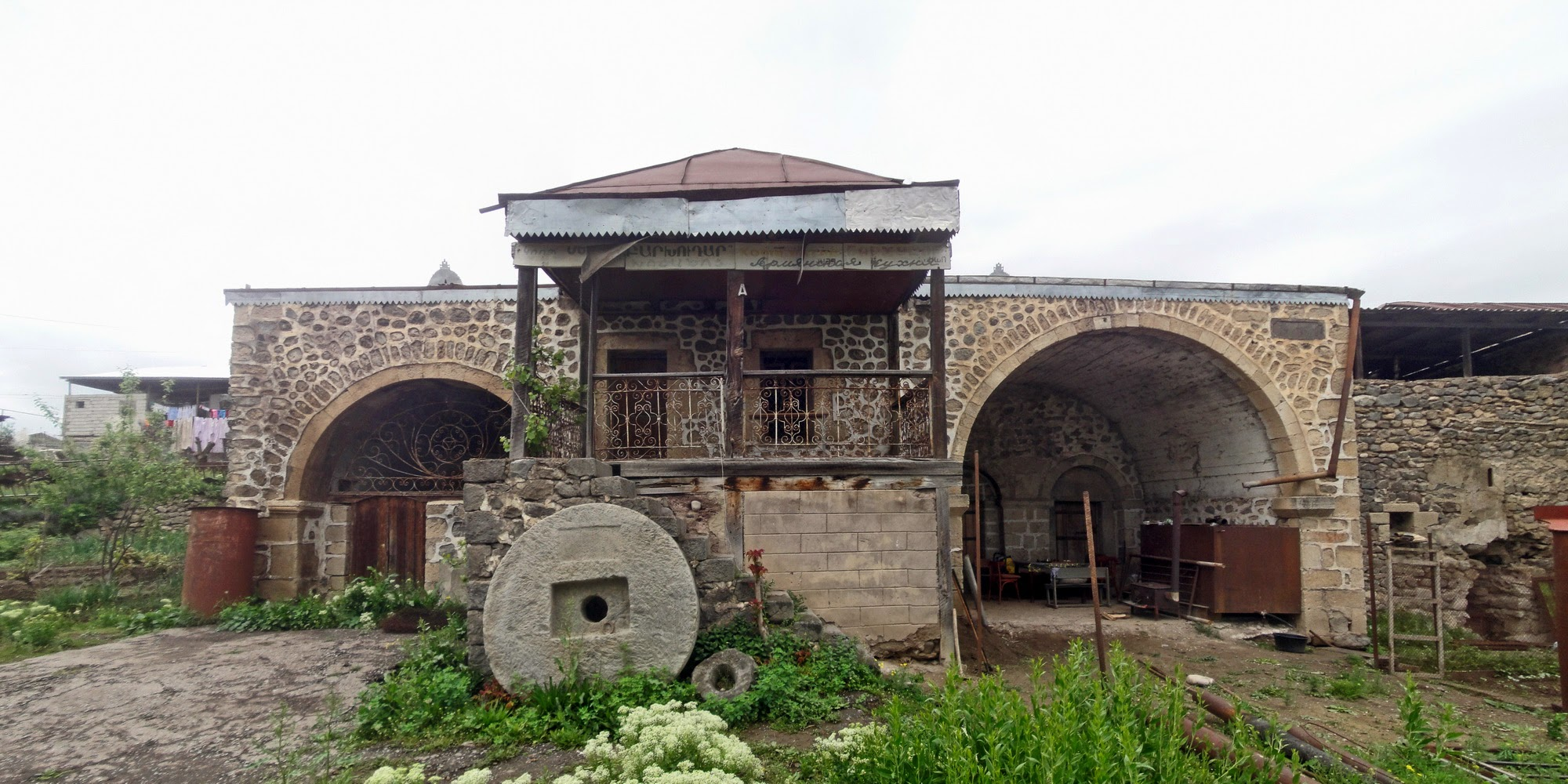
Дом Мелика Бархударяна (XVIII век)

## Экономика
Сельчане занимаются главным образом выращиванием фруктов, табака, картофеля, свёклы и кормовых культур.

## Известные уроженцы
- Назаров, Лазарь Яковлевич (1900—1964) — советский юрист. Председатель Главного Суда Армянской ССР, член коллегии Наркомата юстиции Узбекской ССР, прокурор Ташкентской области, заместителем прокурора Московской области. Председатель Московской коллегии адвокатов.